# Johann Philipp Thelott
Johann Philipp Thelott (* 19. Mai 1639 in Augsburg; † 20. August 1671 in Frankfurt am Main) war ein Kupferstecher und Buchillustrator.

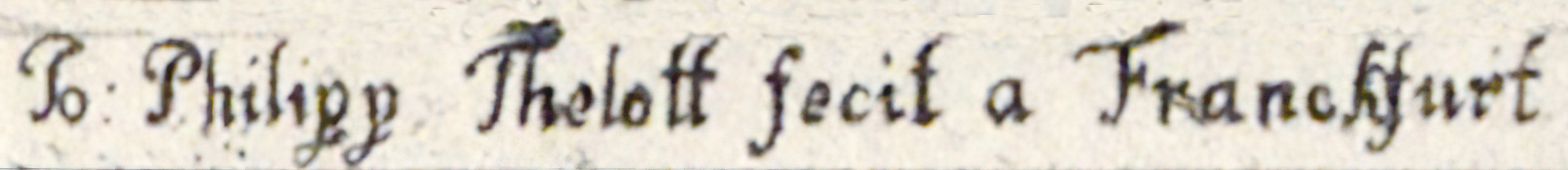
Signatur von Johann Philipp Thelott

## Familie

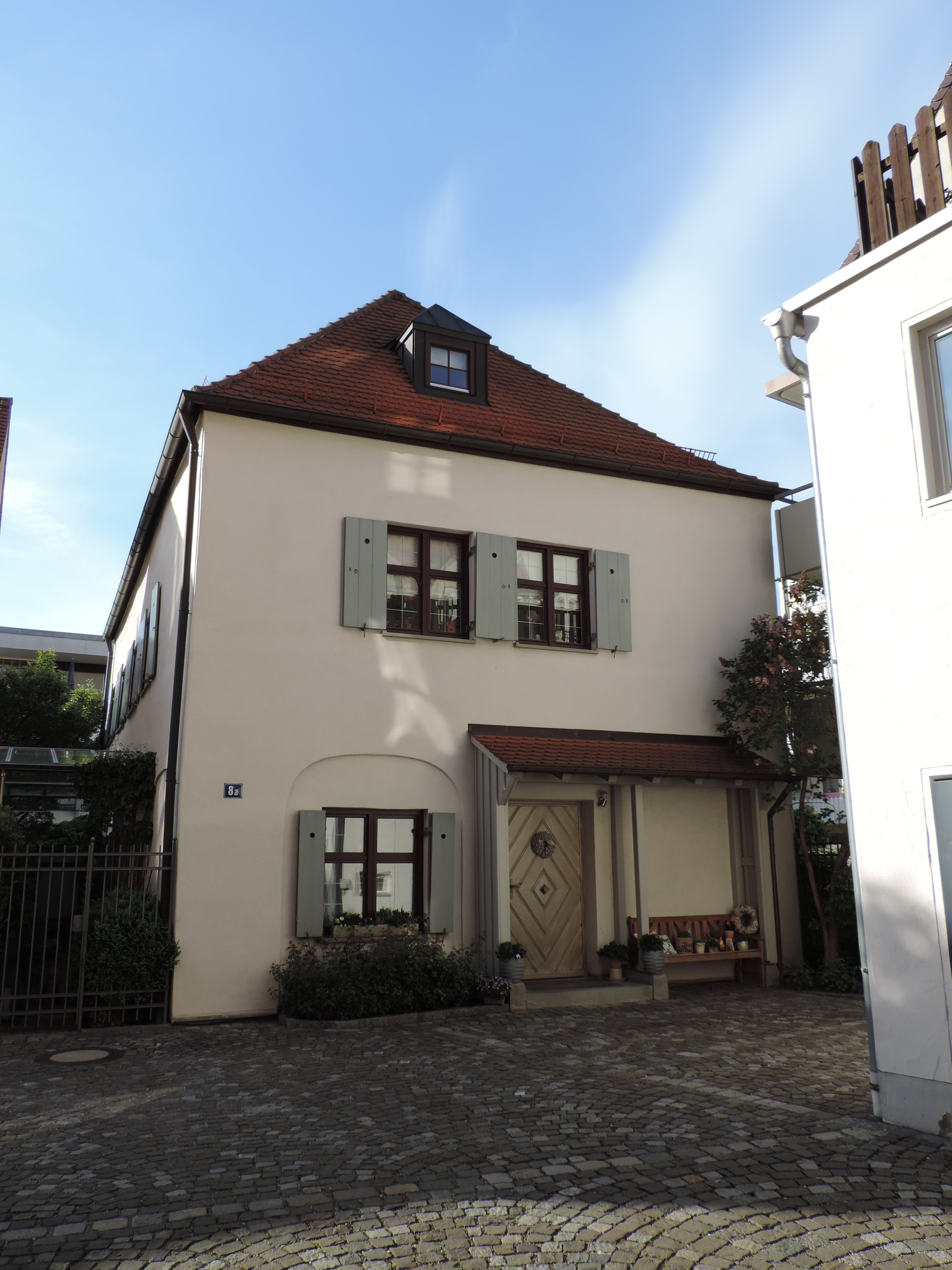
Das Gartenhaus der Familie, Augsburg, Kohlergasse 8A

Seine Herkunftsfamilie war in den 1560er Jahren aus den Niederlanden geflohen und nach einer Zwischenstation in Frankfurt am Main in Augsburg sesshaft geworden. Sein Vater war Abrahan Thelott (1600–nach 1677) und in zweiter Ehe mit seiner Mutter, Magdalena, geborene Wagner († nach 1670) verheiratet. Ein Schwager aus der ersten Ehe des Vaters, Zacharias Stenglin, war Stadtsyndicus der Reichsstadt Frankfurt und übernahm das Patenamt für Johann Philipp Thelott. Die Eltern bauten ein repräsentatives, dreigeschossiges Haus mit überbauter Durchfahrt in der Kohlergasse in Augsburg, das im Zweiten Weltkrieg 1944 zerstört wurde. Das zugehörige Gartenhaus – heute Kohlerstraße 8A – steht noch.
Aus der Kindheit und Jugendzeit von Johann Philipp Thelott ist nichts bekannt, eine Lehre als Gold- oder Silberschmied oder als Stecher bei einem der zahlreichen in Augsburg tätigen Meister, zu deren Familien zum Teil auch verwandtschaftliche Bindungen bestanden, ist wahrscheinlich. Unbekannt ist auch, wann er nach Frankfurt am Main übersiedelte.
Am 16. Oktober 1665 heirateten Johann Philipp Thelott und Susanna Elisabeth Mylius, Tochter von Ernst Mylius (1599–1641), ehemals Professor der Mathematik an der Universität Marburg. Die Mutter von Susanna Elisabeth Mylius stammte aus der Frankfurter Kaufmannsfamilie Beck, die das Haus „Zum goldenen Engel“ in der Buchgasse besaß, wo auch Johann Philipp Thelott und seine Frau wohnten.
Bis 1670 bekam das Paar vier Kinder, einen Sohn, von dem fast nichts bekannt ist, und drei Töchter, von denen eine bald nach der Geburt starb. Die Taufpaten der Kinder belegen eine Vernetzung von Johann Philipp Thelott und seiner Frau in die Buchhändler- und Verleger-Szene, zu Patrizierfamilien und zu den diplomatischen Kreisen in der Reichsstadt. Zum Freundeskreis der Familie gehörte auch Philipp Jacob Spener. Das Bürgerrecht der Stadt Frankfurt erwarb Johann Philipp Thelott allerdings nie.

## Wirken

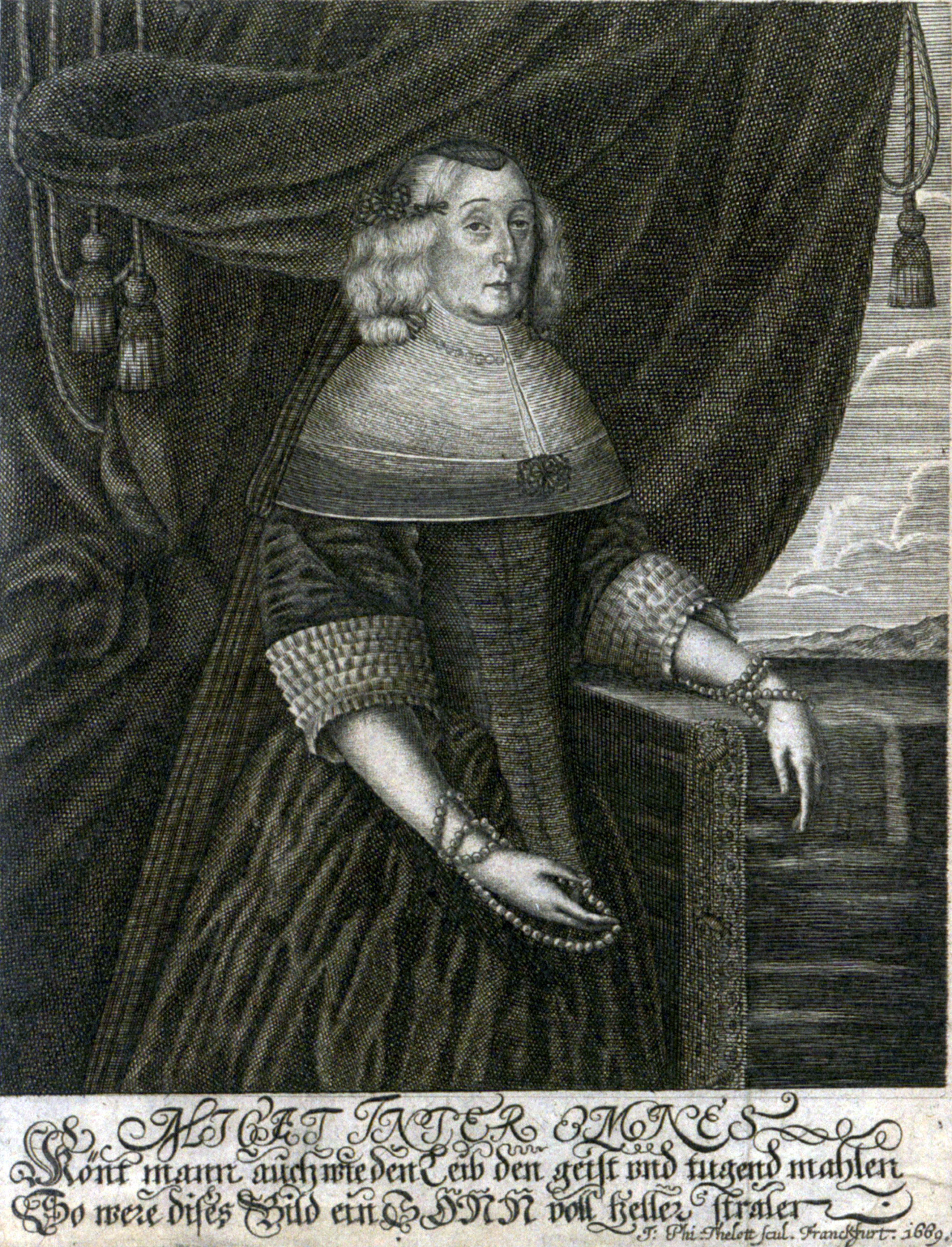
Porträt der Gräfin Katharina Juliane von Wied-Runkel, geborene Gräfin von Hanau-Münzenberg, 1669

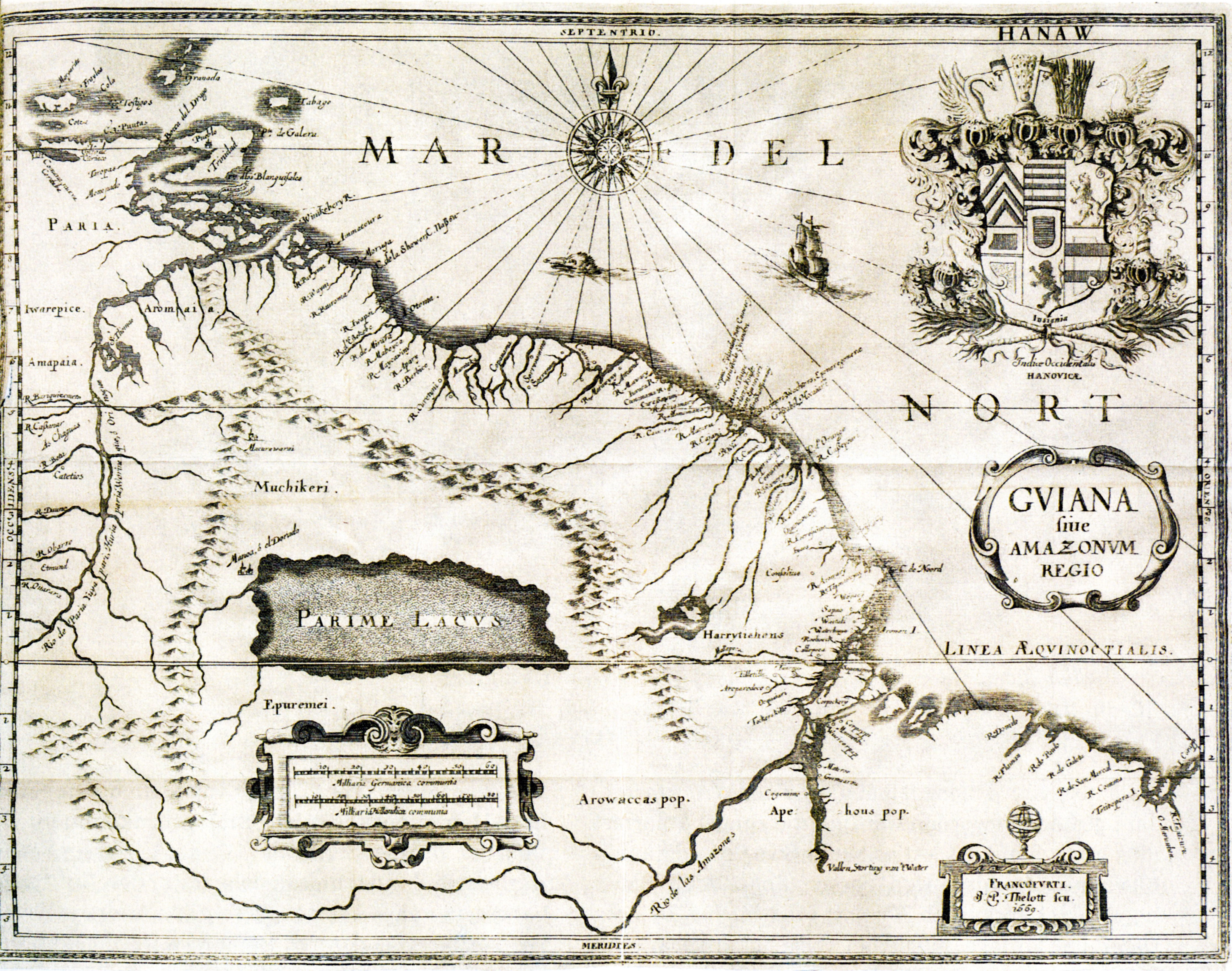
Karte von Hanauisch-Indien

Johann Philipp Thelott war sehr produktiv. Allein 120 Einzelblätter sind von ihm bekannt. Hinzu kommen zahlreiche Arbeiten für Verlage, so etwa auch für die Topographia Germaniae und das Theatrum Europaeum des Frankfurter Verlags Thomas Matthias Götze, damals der bedeutendste deutsche Buchhändler und Verleger. 1664 erschienen dort die frühesten, heute bekannten, von Johann Philipp Thelott gefertigten Kupferstiche. Vorlagen für seine Stiche stammen unter anderem von:
- Peter II Aubry (1596–1666/68)[12]
- Abraham Aubry[13]
- Joachim Georg Creutzfelder[14]
- Johann Dürr[15]
- Johann Peter Engelhard, Universitätsmaler der Universität Gießen[16]
- Andreas Frölich[17]
- Paul Fürst[18]
- Conrad Grale († 1630)[19]
- Michael Kestner[20]
- Lucas Kilian[21]
- Johann Koch, Hamburger Kupferstecher[22]
- Heinrich van Lennep[23]
- Christoph Metzger (1639–1682)[24]
- Johann Ludwig Pfannstil[25] († 1665, Frankfurt[26])
- Johann Heinrich Roos[27]
- Johann Baptist Ruel[28]
- Johann Friedrich Sommer (in Gotha tätig)[29]
- Johann Friedrich Trescher[30]
- Herman van Weyen (1626–1672)[31]

Neben Porträts fertigte er auch Frontispize und anatomische Werke und andere Illustrationen.

## Tod
Nach einer Krankheit verstarb Johann Philipp Thelott bereits am 20. August 1671. Die Witwe heiratete erneut und zwar Thomas Hirschmann, einen Kupferstecher und Mitarbeiter ihres ersten Mannes, aus Nürnberg.
Die Quellenlage zum Wirken von Johann Philipp Thelott weist die Besonderheit auf, dass ein Geschäftsbuch von ihm fragmentarisch als Ego-Dokument „zufällig“ erhalten blieb: Es wurde von der Bäcker-Zunft in der oberhessischen Stadt Grünberg von 1675 bis 1762 zweitverwendet und blieb so im dortigen Stadtarchiv erhalten.

## Hinweis
In der älteren Literatur finden sich aufgrund von Verwechslungen mit namensähnlichen Verwandten zahlreiche unzutreffende Angaben zu den Lebensdaten und Verwandtschaftsverhältnissen von Johann Philipp Thelott.